# أندرو س. ماكلولين
أندرو س. ماكلولين (بالإنجليزية: Andrew C. McLaughlin)‏ هو مؤرخ قانوني ‏ ومؤرخ أمريكي، ولد في 14 فبراير 1861 في بيردستاون في الولايات المتحدة، وتوفي في 24 سبتمبر 1947.
خلال الفترة (1911-1912) تولى منصب رئيس جمعية وادي المسيسيبي التاريخية التي أصبحت لاحقا منظمة المؤرخين الأمريكيين.